# Synagoge (Jambol)

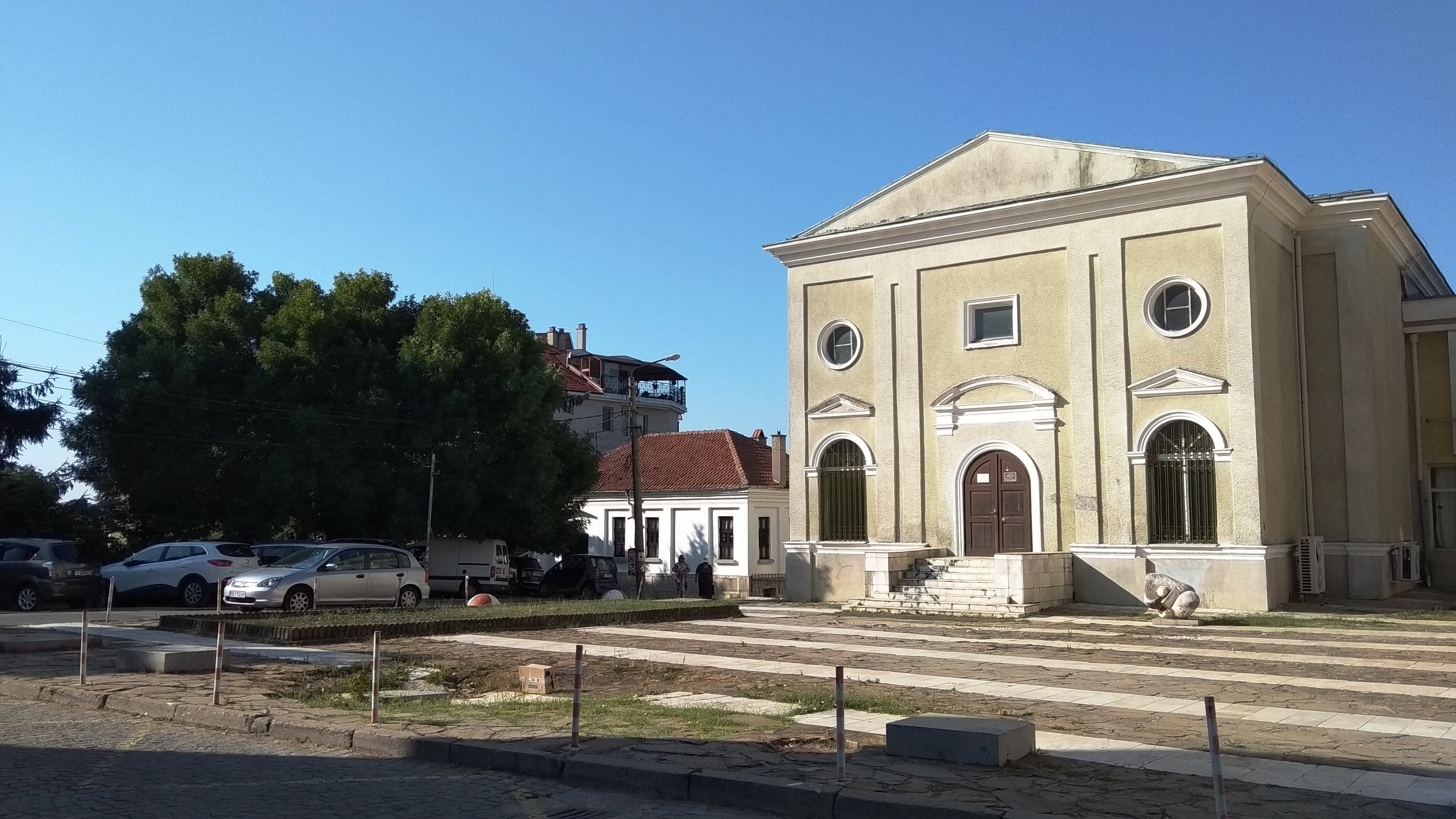
Ehemalige Synagoge (2019)

Die Synagoge in Jambol, einer bulgarischen Stadt im Südosten des Landes, wurde 1896 von der sephardischen Gemeinde errichtet. Sie beherbergt heute die Georges Papazoff Art Gallery.

## Geschichte
Die Synagoge wurde 1896 erbaut. Nach dem Zweiten Weltkrieg verkaufte die jüdische Gemeinde das Gebäude 1948 an die Armee, die ein Lager darin einrichtete. Die Stadtverwaltung kaufte dieses wiederum in 1971. Nach umfangreichen Renovierungsarbeiten wird es seither als Kunstgalerie genutzt. Bei den Arbeiten wurden auch Überreste einer weitaus älteren Synagoge unter den Fundamenten entdeckt.

## Architektur
Durch die vorherige Nutzung und die Umbauten blieb im Inneren von der Synagogengestaltung nichts mehr übrig. Ebenfalls wurde innen in der Haupthalle eine Decke für eine zweite Etage eingezogen.
Erhalten ist die äußere Struktur: eine quadratische Halle sowie ein etwas schmalerer Vorbau im Westen mit dem Eingangsbereich. Dieser enthält eine Vorhalle sowie das Treppenhaus. Neben dem zentralen Eingang ist rechts und links davon je ein Rundbogenfenster. Über diesen befindet sich jeweils ein Okulus. Dazwischen ist ein quadratisches Fenster ähnlicher Größe.
An den anderen drei Seiten befinden sich in größerer Höhe je fünf weitere Rundbogenfenster. Auf der Ostseite sind unter diesen fünf rechteckige Fenster.

## Gleichnamige Synagoge in Istanbul
In Istanbul gibt es eine Synagoge, die als Jambol-Synagoge bekannt ist und von Juden errichtet wurde, die aus Jambol in die Türkei gezogen waren.